# Agrilus rockefelleri
Agrilus rockefelleri es una especie de insecto del género Agrilus, familia Buprestidae, orden Coleoptera.
Fue descrita científicamente por Cazier, 1951.